# Кэт Баллу

Главные герои фильма

«Кэт Баллу́» (англ. Cat Ballou)   — американский комедийный вестерн режиссёра Элиота Силверстайна.

## Сюжет
На заставке Columbia Pictures Статуя Свободы оживает, преображается в рыжеволосую девушку-ковбоя и стреляет с двух рук.
Двое зазывал — профессор Сэмюэл Шейд и Санрайз Кид поют балладу о Кэт Баллу.
1894 год, городок Вулф Сити, штат Вайоминг. Кэт Баллу (англ. Cat Ballou), красавицу с дьявольским характером, хотят повесить за убийство сэра Генри. Вступительные титры оформлены в виде каталога, перелистываемого стариком-читателем. К песне у камеры девушки присоединяется группа женщин с табличкой «Там ты обретёшь вечность». Та, подшивая белое платье, вспоминает недавние события.
Кэтрин, отучившаяся в пансионате на учительницу, в сопровождении педагога миссис Паркер садится в поезд. Там она знакомится с пьяным священником, впервые попробовавшим алкоголь. Тот соглашается, что Теннисон — хороший поэт, но случайно обнаруживает вложенную в том книжку о похождениях Кида Шеллина, которую украдкой читала Кэт. Они прощаются, святой отец своими проповедями напрашивается в купе шерифа Эдда Кардигана. Священником оказывается грабитель Джед, он освобождает своего племянника Клэя Буна. Тот скидывает дядю с поезда, юркает в купе Кэт и начинает флиртовать с ней. Он дарит ей свою цепочку и часы, целует на прощание, называясь Клэем Баллу, и уходит.
Зазывалы поют про фирму «Сирс и Рубак», за счёт которой живёт Вулф Сити, и что Кэт за своё преступление будет гореть в аду. Девушка приезжает к своему отцу Фрэнку на ферму. Он знакомит её с новым помощником — Джексоном Два Медведя, индейцем из племени сиу, и шутит, что индейцы — потерянные дети Израиля. Неожиданно на ферме появляется Тим Строн, наёмный убийца, носящий серебряный протез носа вместо отстрелянного в потасовке.
В салуне, где выступают Шейд и Кид, Фрэнк проявляет неуважение к шерифу, который не хочет разбираться в том, кто отравил навозом колодец на ферме с целью выселить семью Баллу. Он также не обращает внимание на угрозы Строна. Джексон рекомендует ей нанять Кида Шеллина, о котором та читала в книге, для защиты. Во время танцев девушка сталкивается с Джедом и Клэем. Один из посетителей задевает Джексона по признаку цвета кожи, начинается массовая драка, подключаются даже женщины.
На ферму компания возвращается изрядно выпившей и в приподнятом настроении. Ночью Клэй проникает в спальню, та просит его помочь защитить её и отца. Парень также рекомендует ей нанять стрелка. Прервавший поцелуй парочки Джед соглашается помочь Кэт.
В городок в багажном отделении экипажа прибывает пьяный в стельку Кид Шеллин. Кэт и Джексон забирает его на ферму. На ферме Фрэнк узнаёт, что тот пропил все 50 долларов, высланных дочерью. Кид на демонстрации своих навыков промахивается и просит глоток спиртного. Выпив и рассказывая о своём прошлом — сражениях с индейцами, работе на Буффало Билла, приветливом отношении людей, тот метко расстреливает банку. Узнав от Джексона, что их враг — Тим Строн, тот слегка пугается.
Троица ни на шаг не отходит от Фрэнка. Внезапно подстерёгший жертву Строн убивает фермера и уезжает в город. Шериф выгораживает вальяжно сидящего убийцу. Кэт не дают застрелить Тима, она говорит, что они не увидят её слёз. Шейд и Кид сопровождают возвращение на ферму песней. Железнодорожная компания «Wolf City Development» организует похороны Фрэнка, сделал так, чтобы никогда не улыбавшийся фермер сделал это делал это после смерти. Им намекают, что после захоронения им нужно покинуть город, Кэт угрожает не оставить от него камня на камне. Вошедший Шеллин поздно понимает, что его фермер уже мёртв. Под песню дуэта группа уезжает в ущелье «Дырка в стене» в горах Биг-Хорн — логове бандитов и изгоев общества.
Компания заезжает в салун, владельцем которого оказывается Бутч Кэссиди (на тот момент 26-летнего преступника играет 55-летний актёр). Кэт предлагает ограбить поезд, дабы добыть денег, ссылаясь на написанный Шеллином в книге о собственных приключениях план. Остальные поддерживают предложение. Джед отцепляет вагоны, Джексон поит Шеллина выпивкой, Кэт освобождает прячущегося Клэя в багажном отделении. Начальник, желая скорее продолжить принимать ванну, просит грабителей действовать быстрее. Билетёр отказывается открывать сейф, но как только Шеллин сбивает с него головной убор выстрелом, говорит комбинацию. Действуя по плану из книги, группа разделяется, чтобы запутать следы и встретиться в Дырке в стене. Дуэт комментирует происходящее. За грабителями снаряжается погоня, которая гонятся за надравшимся Шеллином и Джексоном. Кэссиди, узнав об ограблении, говорит о англичанине Гарри Персивале, владельце  Wolf City Developmen, которому он не хочет переходить дорогу. Кэт упрекает того в трусости, несмотря на то, что в детстве со многими людьми произносили имя легендарного грабителя шёпотом.
Кэт говорит Клэю, что, кажется, влюбилась в него. Тот говорит, что хочет уйти из банды. Джексон предлагает Кэт уехать в Сент-Луис, та отказывается. Появившийся Строн, работающий на Персиваля, угрожает Кэт, после чего внезапно исчезает. Шеллин демонстрирует Джексону мастерство стрельбы, заранее не приложившись к бутылке. Индеец обслуживает того при принятии ванны, бритье, помогает с блеском одеться. Кид посещает отель, где поёт вездесущий дуэт. Несколько раз ошибившись номером, он встречается с Тимом Строном, убивает его и забирает искусственный нос. Группе он сообщает, что тот был его братом, с которым он никогда не ладил. Джед сообщает о группе головорезов, нанятых Гарри Персивалем, движущейся к ущелью. Клэй предлагает Кэт уехать, та обижается на то, что тот струсил, и убегает. Рассерженный Шеллин дат тому тумаков, настаивая, чтобы тот женился на девушке.
Начальник поезда, оказавшийся Гарри Персивалем, принимает у Кэт под видом проститутки Трикси. Та, угрожая пистолетом, принуждает дельца подписать бумагу о том, что тот нанял Тима Строна для убийства её отца. Персиваль, пытаясь отобрать оружие, получает пулю.
Действие переносится в настоящее время. Кэт смотрится в зеркало. Жители злы на неё, так как после смерти сэра Гарри было закрыто скотобойное предприятие, лишив многих работы. Джед в одежде священника ведёт девушку на виселицу. Джексон вместе с Шеллином прибывает в город в строгом костюме. Последними словами Баллу оказываются «Давайте покончим с этим.» Джед, делая вид, что читает молитву, перерезает бритвой верёвку, Баллу падает в повозку, Пьяный Шеллин прикрывает беглецов, опрокидывая повозку с алкоголем. Фильм заканчивается песней дуэта и поцелуем Клэя и Кэт в уносящемся в прерию экипаже.

## В ролях
- Джейн Фонда — Кэтрин «Кэт» Баллу
- Ли Марвин — стрелок-пьяница Кид Шеллин / наёмный убийца Тим Строн
- Майкл Каллен — Клэй Бун
- Дуэйн Хикман — бандит Джед
- Джей С. Флиппен — шериф Эдд Кардиган
- Артур Ханникат — Бутч Кэссиди
- Нат Кинг Коул — зазывала Сэмюэл Шейд
- Стабби Кэй — зазывала Санрайз Кид

## Съёмочная группа
- Производство: Columbia Pictures
- Режиссёр: Элиот Силверстайн
- Продюсеры: Харольд Хехт, Митч Линдеман
- Авторы сценария: Рой Ченслор (роман), Уолтер Ньюман, Фрэнк Пирсон
- Оператор: Джек А. Марта
- Композитор: Фрэнк де Вол

## Награды
- 1965 — три премии Берлинского кинофестиваля:
  - Ли Марвину как лучшему актёру
  - Уолтеру Ньюману и Фрэнку Пирсону — специальное упоминание за сценарий
  - Элиоту Силверстайну — почётное упоминание за лучший полнометражный фильм для молодёжи.
- 1966 — премия «Оскар» Ли Марвину как лучшему актёру
- 1966 — премия BAFTA Ли Марвину как лучшему иностранному актёру
- 1966 — премия «Золотой глобус» Ли Марвину как лучшему актёру мюзикла или комедии
- Списки Американского института кино:
  - 100 самых смешных фильмов — 50-е место
  - 10 лучших вестернов — 10-е место